# Kvanttillstånd
Ett kvanttillstånd, eller kvantmekaniskt tillstånd, är en kvantmekanisk beskrivning av tillståndet för ett fysikaliskt system och utgör tillsammans med observabler grunden för kvantteorin. Vilka kvanttillstånd som är möjliga och hur de ser ut beror på de fysikaliska egenskaperna hos systemet i fråga. En elektrons spinn kan till exempel befinna sig i två olika tillstånd, upp respektive ned, medan en elektron i en atom kan befinna sig i en mängd olika tillstånd, så kallade orbitaler.
Till skillnad från klassisk fysik är det även möjligt för ett system att befinna sig i en linjärkombination – superposition – av de tillstånd som är tillåtna enligt klassisk fysik. Exempelvis kan en elektrons spinn befinna sig i ett kvanttillstånd där det till hälften pekar uppåt och till hälften pekar nedåt. Superpositionsprincipen leder till typiska kvantmekaniska fenomen såsom interferens och sammanflätning.
Matematiskt beskrivs kvanttillståndet för ett slutet system – ett så kallat rent tillstånd – av en tillståndsvektor i ett linjärt rum med en inre produkt, även kallat Hilbertrum. Tillståndsvektorn innehåller all möjlig fysikalisk information om kvanttillståndet och gör det möjligt att teoretiskt beräkna väntevärden för olika observabler, det vill säga de storheter som är möjliga att uppmäta genom experiment. Ett öppet system, å andra sidan, behöver inte nödvändigtvis befinna sig i ett rent tillstånd, utan befinner sig i allmänhet i ett blandat tillstånd, vilket matematiskt beskrivs av en täthetsmatris.

## Översikt
Inom kvantfysiken beskrivs kvanttillstånd vanligtvis med hjälp av bra-ket-notation. Enligt denna notation betecknas tillståndet för ett slutet fysikaliskt system med {\displaystyle |\psi \rangle }, där {\displaystyle \psi } är beteckningen på tillståndet och {\displaystyle |\cdot \rangle } markerar att det är ett kvanttillstånd. Olika tillstånd kan antingen betecknas med olika bokstäver eller symboler, till exempel {\displaystyle |\psi \rangle }, {\displaystyle |\phi \rangle } eller {\displaystyle |\!\uparrow \rangle }, eller med en och samma bokstav eller symbol fast med ett index, till exempel {\displaystyle |\psi _{n}\rangle } eller enbart {\displaystyle |n\rangle }, där {\displaystyle n} numrerar tillstånden. Notera att {\displaystyle |\psi _{n}\rangle } och {\displaystyle |n\rangle } kan syfta på antingen ett enda tillstånd med det specifika indexet {\displaystyle n} eller en hel mängd av tillstånd, där {\displaystyle n} till exempel antar alla positiva heltal, det vill säga {\displaystyle n=1,2,3,...}. I vissa fall betecknas kvanttillståndet av flera bokstäver, som var och en motsvarar en frihetsgrad för det fysikaliska systemet. Till exempel har elektronen i en väteatom fyra frihetsgrader och beskrivs därför av tillståndet {\displaystyle |n,l,m_{l},m_{s}\rangle }, där {\displaystyle n}, {\displaystyle l}, {\displaystyle m_{l}} och {\displaystyle m_{s}} är så kallade kvanttal som definierar vilken orbital elektronen befinner sig i.
Ett av postulaten bakom kvantmekaniken, superpositionsprincipen, innebär att om ett system kan befinna sig i ett antal olika tillstånd så kan det även befinna sig i en linjärkombination – superposition – av dessa tillstånd. På grund av möjligheten till interferens mellan olika kvanttillstånd är koefficienterna i linjärkombinationen i allmänhet komplexa tal. Systemets olika kvanttillstånd kan därför ses som element, tillståndsvektorer, i ett komplext linjärt rum. Det linjära rummet är dessutom försett med en inre produkt, vilket gör rummet till ett Hilbertrum.
På motsvarande sätt beskrivs mätbara storheter, så kallade observabler, av operatorer som verkar på kvanttillstånden. Utfallet av en kvantmätning av en observabel {\displaystyle {\hat {A}}} är {\displaystyle A_{m}} om systemet befinner sig i egentillståndet {\displaystyle |\psi _{m}\rangle } med egenvärdet {\displaystyle A_{m}}, det vill säga {\displaystyle {\hat {A}}|\psi _{m}\rangle =A_{m}|\psi _{m}\rangle }. Eftersom egentillstånden utgör en bas för Hilbertrummet kan varje kvanttillstånd skrivas som en linjärkombination av egentillstånd:
{\displaystyle |\phi \rangle =\sum _{n}c_{n}|\psi _{n}\rangle },
där {\displaystyle c_{n}} är komplexa tal. Utfallet vid en mätning av observabeln {\displaystyle {\hat {A}}} på tillståndet {\displaystyle |\phi \rangle } kommer då med sannolikheten {\displaystyle |c_{m}|^{2}} att bli {\displaystyle A_{m}}. Genom mätningen projiceras tillståndet {\displaystyle |\phi \rangle } på ett av egentillstånden, nämligen det som tillhör det egenvärde som uppmätts.
Även för observabler med kontinuerligt spektrum, till exempel positionsoperatorn {\displaystyle {\hat {x}}}, kan varje kvanttillstånd uttryckas som en linjärkombination av egentillstånden {\displaystyle |x\rangle }:
{\displaystyle |\phi \rangle =\int dx\,\phi (x)|x\rangle },
där den komplexa funktionen {\displaystyle \phi (x)} är tillståndets så kallade vågfunktion. Sannolikhetstätheten för att uppmäta positionen {\displaystyle x} ges av {\displaystyle |\phi (x)|^{2}}.

## Formalism
Kvanttillståndet för ett slutet fysikaliskt system, ett så kallat rent tillstånd, beskrivs matematiskt av en vektor {\displaystyle |\psi \rangle } i ett Hilbertrum {\displaystyle {\mathcal {H}}} över de komplexa talen {\displaystyle \mathbb {C} }. Enligt kvantmekaniken innehåller denna vektor all möjlig information om systemets fysikaliska egenskaper.
Det följer av Hilberrummets egenskaper att addition av två kvanttillstånd {\displaystyle |\psi \rangle } och {\displaystyle |\phi \rangle } ger ett nytt kvanttillstånd {\displaystyle |\varphi \rangle =|\psi \rangle +|\phi \rangle }. På samma sätt ger multiplikation av en skalär {\displaystyle c\in \mathbb {C} } med ett kvanttillstånd {\displaystyle |\psi \rangle } ett nytt kvanttillstånd {\displaystyle |\phi \rangle =c|\psi \rangle } (dock betraktas vanligen dessa två tillstånd som representanter för samma fysikaliska tillstånd genom ett normaliseringsvillkor). Givet en bas {\displaystyle |\psi _{n}\rangle } av kvanttillstånd kan varje annat tillstånd i Hilbertrummet skrivas som en linjärkombination av dessa:
| Utveckling av ett kvanttillstånd {\displaystyle \|\phi \rangle } i en bas {\displaystyle \|\psi _{n}\rangle } {\displaystyle \|\phi \rangle =\sum _{n}c_{n}\|\psi _{n}\rangle } |
där {\displaystyle c_{n}} är komplexa tal som beror på vilken bas {\displaystyle |\psi _{n}\rangle } som används. Vanligtvis väljs en bas bestående av egentillstånden till den observabel som studeras.

### Inre produkt av tillstånd
Utöver att vara ett linjärt rum är Hilbertrummet även utrustat med en inre produkt. Den inre produkten mellan två kvanttillstånd {\displaystyle |\psi \rangle } och {\displaystyle |\phi \rangle } betecknas med {\displaystyle \langle \psi |\phi \rangle }, vilket är en skalär. Om {\displaystyle |\phi \rangle } beskrivs av en kolumnvektor så beskrivs {\displaystyle \langle \psi |} av en radvektor. Den inre produkten {\displaystyle \langle \psi |\phi \rangle } är då en vanlig skalärprodukt mellan två vektorer. Matematiskt utgör {\displaystyle \langle \psi |} ett kvanttillstånd i dualrummet till {\displaystyle {\mathcal {H}}}.
Om {\displaystyle |\psi _{n}\rangle } utgör en ortogonal bas för Hilbertrummet kan koefficienterna {\displaystyle c_{n}} i uttrycket {\displaystyle |\phi \rangle =\sum _{n}c_{n}|\psi _{n}\rangle } skrivas som en inre produkt {\displaystyle c_{n}={\frac {\langle \psi _{n}|\phi \rangle }{\langle \psi _{n}|\psi _{n}\rangle }}}. Om {\displaystyle |\psi _{n}\rangle } dessutom är en ortonormal bas, det vill säga {\displaystyle \langle \psi _{m}|\psi _{n}\rangle =\delta _{mn}} där {\displaystyle \delta _{mn}} är Kroneckers delta, fås
| Koefficienten {\displaystyle c_{n}} uttryckt som en inre produkt {\displaystyle c_{n}=\langle \psi _{n}\|\phi \rangle } |
Det gäller alltså att varje kvanttillstånd {\displaystyle |\phi \rangle } kan skrivas som {\displaystyle |\phi \rangle =\sum _{n}c_{n}|\psi _{n}\rangle =\sum _{n}\langle \psi _{n}|\phi \rangle |\psi _{n}\rangle =\sum _{n}|\psi _{n}\rangle \langle \psi _{n}|\phi \rangle } från vilken den så kallade fullständighetsrelationen följer:
| Fullständighetsrelationen {\displaystyle \sum _{n}\|\psi _{n}\rangle \langle \psi _{n}\|={\hat {1}}} |

### Yttre produkt av tillstånd
En yttre produkt mellan två kvanttillstånd {\displaystyle |\psi _{m}\rangle } och {\displaystyle |\psi _{n}\rangle } betecknas med {\displaystyle |\psi _{m}\rangle \langle \psi _{n}|}, vilket är en operator. Ett specialfall är om de båda tillstånden är samma, {\displaystyle |\psi _{m}\rangle =|\psi _{n}\rangle }, vilket ger projektionsoperatorn
| Projektionsoperator {\displaystyle {\hat {P}}_{m}} på tillståndet {\displaystyle \|\psi _{m}\rangle } {\displaystyle {\hat {P}}_{m}\equiv \|\psi _{m}\rangle \langle \psi _{m}\|} |
Operatorn {\displaystyle {\hat {P}}_{m}} är en projektionsoperator som projicerar kvanttillstånd på tillståndet {\displaystyle |\psi _{m}\rangle }. Exempelvis fås att {\displaystyle {\hat {P}}_{m}|\phi \rangle =|\psi _{m}\rangle \langle \psi _{m}|\sum _{n}c_{n}|\psi _{n}\rangle =c_{m}|\psi _{m}\rangle }. Notera att fullständighetsrelationen innebär att {\displaystyle \sum _{n}{\hat {P}}_{n}={\hat {1}}}. Med andra ord innebär det att om ett kvanttillstånd projiceras på samtliga egentillstånd så förblir det oförändrat.

### Vågfunktioner
För en operator med kontinuerligt spektrum, till exempel positionsopereatorn {\displaystyle {\hat {x}}}, gäller fortfarande ovannämnda relationer. Dock ersätts alla summor med integraler för att ta hänsyn till det kontinuerliga spektrumet. Om {\displaystyle |x\rangle } är egentillstånden till {\displaystyle {\hat {x}}} med egenvärden (positionen) {\displaystyle x} gäller att varje annat kvanttillstånd {\displaystyle |\phi \rangle } kan skrivas som
| Definitionen av vågfunktionen {\displaystyle \phi (x)} till tillståndet {\displaystyle \|\phi \rangle } {\displaystyle \|\phi \rangle =\int dx\,\phi (x)\|x\rangle } |
där den komplexa funktionen {\displaystyle \phi (x)=\langle x|\phi \rangle } är tillståndets så kallade vågfunktion. Sannolikhetstätheten för att uppmäta positionen {\displaystyle x} ges av {\displaystyle |\phi (x)|^{2}}. Fullständighetsrelationen för en observabel med kontinuerligt spektrum ges av {\displaystyle \int dx\,|x\rangle \langle x|={\hat {1}}}.

## Kvantmätningar
Vid en kvantmätning av en observabel på ett kvanttillstånd projiceras tillståndet på ett av egentillstånden till den hermiteska operator som representerar observabeln. Utfallet av mätningen ges av det tillhörande egenvärdet till det egentillstånd som kvanttillståndet har projicerats på. Det är alltså inte möjligt att erhålla andra utfall än egenvärdena till observabelns operator. Om observabeln har ett diskret spektrum innebär det att utfallen är kvantiserade.
Om observabeln {\displaystyle {\hat {A}}} mäts för kvanttillståndet {\displaystyle |\phi \rangle =\sum _{n}c_{n}|\psi _{n}\rangle }, där {\displaystyle |\psi _{n}\rangle } är ortonormerade egentillstånd till {\displaystyle {\hat {A}}} med egenvärden {\displaystyle A_{n}}, ges sannolikheten för att få utfallet {\displaystyle A_{m}} av
| Sannolikheten {\displaystyle p_{m}} att uppmäta {\displaystyle A_{m}} {\displaystyle p_{m}=\|c_{m}\|^{2}=\|\langle \psi _{m}\|\phi \rangle \|^{2}=\langle \phi \|{\hat {P}}_{m}\|\phi \rangle } |
Vid mätningen projiceras det ursprungliga kvanttillståndet på egentillståndet {\displaystyle |\psi _{m}\rangle }. Ytterligare mätningar utförda i samma bas av egentillstånd {\displaystyle |\psi _{n}\rangle } kommer att ge samma utfall {\displaystyle A_{m}} eftersom tillståndet redan har projicerats på ett av egentillstånden. Med andra ord påverkar den första mätningen tillståndet, medan tillståndet förblir opåverkat av ytterligare mätningar så länge samma bas används för mätningen.
Observabeln {\displaystyle {\hat {A}}} kan alltid skrivas som en linjärkombination av projektioner, {\displaystyle {\hat {A}}=\sum _{n}A_{n}{\hat {P}}_{n}}, där {\displaystyle {\hat {P}}_{n}} är en projektionsoperator på egenrummet till {\displaystyle {\hat {A}}} med egenvärde {\displaystyle A_{n}}. Per definition följer då att väntevärdet {\displaystyle \langle {\hat {A}}\rangle } för observabeln är
| Väntevärdet {\displaystyle \langle {\hat {A}}\rangle } för observabeln {\displaystyle {\hat {A}}} {\displaystyle \langle {\hat {A}}\rangle \equiv \sum _{n}A_{n}p_{n}=\sum _{n}A_{n}\langle \phi \|{\hat {P}}_{n}\|\phi \rangle =\langle \phi \|{\hat {A}}\|\phi \rangle } |

## Sammansatta system
Om ett fysikaliskt system består av två delsystem {\displaystyle A} och {\displaystyle B} med tillhörande Hilbertrum {\displaystyle {\mathcal {H}}_{A}} och {\displaystyle {\mathcal {H}}_{B}}, så ges Hilbertrummet {\displaystyle {\mathcal {H}}} för det totala systemet av tensorprodukten {\displaystyle {\mathcal {H}}={\mathcal {H}}_{A}\otimes {\mathcal {H}}_{B}}. Tillståndet {\displaystyle |\psi \rangle } för det totala systemet ges av tensorprodukten {\displaystyle |\psi \rangle =|\psi _{A}\rangle \otimes |\psi _{B}\rangle }, där {\displaystyle |\psi _{A}\rangle \in {\mathcal {H}}_{A}} är tillståndet för delsystem {\displaystyle A} och {\displaystyle |\psi _{B}\rangle \in {\mathcal {H}}_{B}} är tillståndet för delsystem {\displaystyle B}.

### Kvantsammanflätning
Givet ett system som består av två delsystem {\displaystyle A} och {\displaystyle B} är tillståndet för systemet inte nödvändigtvis givet på formen {\displaystyle |\psi \rangle =|\psi _{A}\rangle \otimes |\psi _{B}\rangle }, där {\displaystyle |\psi _{A}\rangle \in {\mathcal {H}}_{A}} är tillståndet för delsystem {\displaystyle A} och {\displaystyle |\psi _{B}\rangle \in {\mathcal {H}}_{B}} är tillståndet för delsystem {\displaystyle B}. Det enklaste exemplet på ett sådant tillstånd är singlettillståndet
{\displaystyle |\psi _{S}\rangle ={\frac {1}{\sqrt {2}}}\left(|0\rangle \otimes |1\rangle -|1\rangle \otimes |0\rangle \right)}
Detta är ett exempel på ett så kallat sammanflätat tillstånd. Sådana tillstånd uppvisar kvantkorrelationer, alltså korrelationer som inte förekommer enligt klassisk fysik. Sammanflätade tillstånd utgör en viktig resurs för många protokoll inom kvantinformation.

### Mångpartikeltillstånd
För ett system bestående av flera partiklar kan varje partikel ses som ett delsystem. Tillståndet för hela systemet ges då av
{\displaystyle |\psi _{1}\rangle \otimes |\psi _{2}\rangle \otimes ...\otimes |\psi _{m}\rangle \otimes ...\equiv |\psi _{1},\psi _{2},...,\psi _{m},...\rangle }
där {\displaystyle |\psi _{1}\rangle } är tillståndet för första partikeln, {\displaystyle |\psi _{2}\rangle } är tillståndet för andra partikeln och så vidare. Om partiklarna är ourskiljbara fås följande relation genom ett permutera partiklarnas identiteter (i detta fall partikel 1 och 2):
{\displaystyle |\psi _{1},\psi _{2},...,\psi _{m},...\rangle =\lambda |\psi _{2},\psi _{1},...,\psi _{m},...\rangle =\lambda ^{2}|\psi _{1},\psi _{2},...,\psi _{m},...\rangle }
där {\displaystyle \lambda } är en konstant som uppenbarligen måste vara antingen {\displaystyle 1} eller {\displaystyle -1}. Partiklar för vilka {\displaystyle \lambda =1} kallas bosoner (symmetriska under permutationer) och partiklar för vilka {\displaystyle \lambda =-1} kallas fermioner (antisymmetriska under permutationer). Dessa två typer av partiklar har skilda fysikaliska egenskaper.
Ett annat sätt att uttrycka tillståndet för ett mångpartikelsystem är att använda Focktillstånd. Ett Focktillstånd {\displaystyle |\psi \rangle } ges på formen
| Focktillstånd {\displaystyle \|\psi \rangle =\|n_{1},n_{2},...,n_{m},...\rangle } |
där {\displaystyle n_{1}} betecknar antalet partiklar i tillstånd {\displaystyle |1\rangle }, {\displaystyle n_{2}} betecknar antalet partiklar i tillstånd {\displaystyle |2\rangle } och så vidare. Givet ett Focktillstånd kan skapelse- och förintelseoperatorer ge nya Focktillstånd genom att öka eller minska {\displaystyle n_{m}} för ett givet {\displaystyle m}. Det följer direkt från partiklarnas permutationsegenskaper (boson eller fermion) att skapelse- och förintelseoperatorerna kommuterar respektive antikommuterar. Focktillstånd liksom skapelse- och förintelseoperatorer fyller en central roll i mångpartikelkvantmekanik.

## Tidsutveckling
För att den kvantmekaniska beskrivningen av kvanttillstånd ska vara fullständig krävs att den kan beskriva hur tillståndet förändras med tiden. Det finns flera olika sätt att beskriva tidsutvecklingen av ett kvanttillstånd. Detta beror på att alla experimentellt uppmätta värden ges av väntevärden av observabler på formen {\displaystyle \langle {\hat {A}}\rangle =\langle \phi |{\hat {A}}|\phi \rangle }. Så länge de olika metoderna, eller bilderna, ger samma väntevärde för observablerna är de konsistenta.

### Schrödingerbilden
Den vanligaste bilden av tidsutvecklingen är Schrödingerbilden där observablerna är tidsoberoende och kvanttillståndens tidsberoende beskrivs av Schrödingerekvationen:
| Tidsutvecklingen i Schrödingerbilden (Schrödingerekvationen) {\displaystyle i\hbar {\frac {\partial }{\partial t}}\|\phi \rangle ={\hat {H}}\|\phi \rangle } |
där {\displaystyle {\hat {H}}} är Hamiltonoperatorn. Schrödingerbilden används inom icke-relativistisk kvantmekanik.

### Heisenbergbilden
I Heisenbergbilden är kvanttillstånden istället tidsoberoende medan observablernas tidsberoende beskrivs av
| Tidsutvecklingen i Heisenbergbilden {\displaystyle {\frac {d}{dt}}{\hat {A}}(t)={\frac {i}{\hbar }}[{\hat {H}},{\hat {A}}(t)]+\left({\frac {\partial {\hat {A}}}{\partial t}}\right)_{H}} |
där {\displaystyle {\hat {H}}} är Hamiltonoperatorn och {\displaystyle [\cdot ,\cdot ]} betecknar en kommutator. Till skillnad från Schrödingerbilden gör Heisenbergbilden ingen skillnad på tid och rum, och är därför förenlig med relativitetsteorin och Lorentztransformationen. Heisenbergbilden används inom relativistisk kvantmekanik.

## Öppna system
Ett system som är öppet, det vill säga som kan utbyta energi och/eller massa med sin omgivning, kan befinna sig i ett blandat kvanttillstånd. Ett blandat tillstånd kan även beskriva en statistisk ensemble av slutna system. Om det fysikaliska systemet med sannolikhet {\displaystyle p_{n}} befinner sig i det rena tillståndet {\displaystyle |\psi _{n}\rangle \langle \psi _{n}|}, så ges täthetsmatrisen {\displaystyle {\hat {\rho }}} av
| Täthetsmatris {\displaystyle {\hat {\rho }}=\sum _{n}p_{n}\|\psi _{n}\rangle \langle \psi _{n}\|} |
där {\displaystyle 0\leq p_{n}\leq 1} är reella tal och {\displaystyle \sum _{n}p_{n}=1}. Notera att täthetsmatrisen är en operator i motsats till en tillståndsvektor. De olika rena tillstånden {\displaystyle |\phi _{n}\rangle } behöver inte nödvändigtvis vara ortogonala och koefficienterna {\displaystyle p_{n}} är därför inte nödvändigtvis entydiga. Täthetsmatrisen är ett mer generellt koncept än en tillståndsvektor. Ett rent tillstånd {\displaystyle |\psi \rangle } beskrivs till exempel av täthetsmatrisen {\displaystyle {\hat {\rho }}=|\psi \rangle \langle \psi |}, men täthetsmatrisen kan därutöver även beskriva blandade tillstånd vilket inte tillståndsvektorn kan.

## Exempel

### Spinn och kvantbitar

Blochsfären är ett sätt att representera kvanttillståndet för ett binärt system.

Spinn är en kvantmekanisk egenskap hos en partikel och saknar motsvarighet i klassisk fysik. Spinnet ger partikeln en fjärde frihetsgrad utöver de tre rumsliga frihetsgraderna. Olika partiklar kan ha olika spinn beroende på vilken typ av partikel det rör sig om. En elektron har till exempel alltid spinn 1/2, vilket innebär att spinnet kan befinna sig i två olika tillstånd: upp eller ned. Hilbertrummet för en elektrons spinntillstånd är därför tvådimensionellt. Varje möjligt kvanttillstånd för spinnet ges av en superposition {\displaystyle |\psi \rangle =a|\!\uparrow \rangle +b|\!\downarrow \rangle }, där {\displaystyle |\!\uparrow \rangle } och {\displaystyle |\!\downarrow \rangle } betecknar tillstånden för upp respektive ned och {\displaystyle a} och {\displaystyle b} är komplexa konstanter som avgör till hur stor del {\displaystyle |\psi \rangle } befinner sig i dessa två olika egentillstånd.
För att uppfylla normaliseringsvillkoret {\displaystyle \langle \psi |\psi \rangle =1} krävs att {\displaystyle |a|^{2}+|b|^{2}=1}. Normaliseringsvillkoret reducerar antalet frihetsgrader från tre till två. Detta innebär att tillståndet {\displaystyle |\psi \rangle } istället kan (upp till en betydelselös fasfaktor) uttryckas på formen {\displaystyle |\psi \rangle =\cos {\frac {\theta }{2}}|0\rangle +e^{i\varphi }\sin {\frac {\theta }{2}}|1\rangle }, där nu de reella parametrarna {\displaystyle \theta } och {\displaystyle \varphi } beskriver tillståndet. Ett sådant tillstånd kallas mer allmänt för en kvantbit och spinn är bara ett exempel på en sådan. Tillståndet för en qubit kan geometriskt representeras som en vektor på Blochsfären, där {\displaystyle \varphi } är azimutvinkeln och {\displaystyle \theta } är zenitvinkeln.

### Orbitaler och kvanttal
En elektron i en atom kan befinna sig i olika orbitaler. Varje orbital motsvarar ett kvanttillstånd. Elektronen har förutom sina tre rumsliga frihetsgrader även en fjärde frihetsgrad på grund av spinnet. Därför beskrivs elektronens totala tillstånd av fyra kvanttal och kvanttillståndet betecknas vanligtvis med {\displaystyle |n,l,m_{l},m_{s}\rangle }, där {\displaystyle n}, {\displaystyle l}, {\displaystyle m_{l}} och {\displaystyle m_{s}} är kvanttal som definierar vilken orbital elektronen befinner sig i. En elektron kan även befinna sig i en superposition av dessa tillstånd, det vill säga det mest allmänna kvanttillståndet ges av {\displaystyle |\psi \rangle =\sum _{n,l,m_{l},m_{s}}c_{n,l,m_{l},m_{s}}|n,l,m_{l},m_{s}\rangle }.